# Petrymany
Petrymany (ukr. Петримани) – wieś na Ukrainie, w obwodzie winnickim, w rejonie mohylowskim, w hromadzie Kuryłowce Murowane. W 2001 liczyła 244 mieszkańców.